# ماریان سیدل
ماریان سیدل (به انگلیسی: Marianne Seydel) (زادهٔ ۱ آوریل ۱۹۵۰) شناگر اهل آلمان است.